# Попов, Игорь Владимирович (политик)
Игорь Владимирович Попов (укр. Ігор Володимирович Попов; род. 18 апреля 1972, с. Мизяковские Хутора, Винницкий район, Винницкая область) — народный депутат Украины VIII созыва (с ноября 2014), Президент аналитического центра «Политика» (с 2011). Председатель программного совета по вопросам гражданского общества МФ «Возрождение», исполнительный директор Украинского форума грантодателей.

## Политическая карьера
С февраля 1994 г. по март 2009 года — работал в Комитете избирателей Украины: руководитель Нежинской и председатель Черниговской областной организации, координатор программ секретариата и председатель правления Комитета избирателей Украины (с января 1996 по март 2009). Международный наблюдатель на выборах в 20 странах (1995—2006).
24 марта 2009 года получил должность заместителя главы в секретариате президента Украины Виктора Ющенко, также являлся представителем президента в Верховной Раде.
28 июля 2010 года принял решение вступить в партию «Единый центр», одновременно покинув должность директора Центра прикладных политических исследований «Пента». 31 августа 2010 года был избран председателем партии сроком на три месяца.
Являлся первым заместителем Председателя Национального агентства Украины по вопросам государственной службы (с сентября 2011 до июля 2013).
На парламентских выборах 2014 года попал на шестое место в партийном списке Радикальной партии Олега Ляшко, также работал над её предвыборной кампанией. В Верховной Раде VIII созыва является заместителем председателя Комитета Верховной Рады Украины по вопросам предотвращения и противодействия коррупции, членом постоянной делегации в Парламентской ассамблее Организации по безопасности и сотрудничеству в Европе, заместителем руководителя группы по межпарламентским связям с Королевством Испания, членом групп по межпарламентским связям с США, Катаром, Словенией, КНР, Чили и Норвегией.
1 ноября 2018 года были введены российские санкции против 322 граждан Украины, включая Игоря Попова.
Высказывался (в 2024): "Украинский политический класс, как правило, левопопулистский по лозунгам и олигархический по сути. Сам термин "левые партии" считается ругательным и ассоциируется исключительно с запрещенными коммунистами".

## Образование
Образование получил в Нежинском педагогическом институте на естественном факультете (1989—1994). По специальности — преподаватель географии и биологии.
Окончил Киевский институт практической психологии и социальной работы «Психогенез» (1994—1995) (по специальности — практический психолог), аспирантуру Института социологии НАНУ (1995—1998).

## Семья
Жена — Анна Александровна (1978) — домохозяйка; есть сын Богдан (2003).